# Informe Belmont
El Informe Belmont (en inglés Belmont Report) es un informe creado por el Departamento de Salud, Educación y Bienestar de los Estados Unidos, titulado «Principios éticos y pautas para la protección de los seres humanos en la investigación», y es un importante documento histórico en el campo de la ética médica. El informe fue publicado el 30 de septiembre de 1978, y toma el nombre del Centro de Conferencias Belmont, donde el documento fue elaborado.

## Historia
Luego de los horrores del Experimento Tuskegee y basado en el trabajo de la Comisión Nacional para la Protección de los Sujetos Humanos ante la Investigación Biomédica y de Comportamiento (1974-1978), el Departamento de Salud, Educación y Bienestar de los Estados Unidos revisó y amplió las regulaciones para proteger a los sujetos humanos a fines de la década de los '70 y principios de los '80. En 1978, la Comisión publicó el documento «Principios éticos y pautas para la protección de los seres humanos en la investigación». Fue llamado Informe Belmont por el Centro de Conferencias Belmont, donde la Comisión Nacional se reunió para delinear el primer informe.
El Informe Belmont explica y unifica los principios éticos básicos de diferentes informes de la Comisión Nacional y las regulaciones que incorporan sus recomendaciones.
Los tres principios éticos fundamentales para usar sujetos humanos en la investigación son:
-Respeto a las personas: protegiendo la autonomía de todas las personas y tratándolas con cortesía, respeto y teniendo en cuenta el consentimiento informado.
-Beneficencia: maximizar los beneficios para el proyecto de investigación mientras se minimizan los riesgos para los sujetos de la investigación
-Justicia: es el usar procedimientos razonables, no explotadores y bien considerados para asegurarse que se administran correctamente (en términos de costo-beneficio).
Hoy, el informe Belmont continúa siendo una referencia esencial para que los investigadores y grupos que trabajan con sujetos humanos en investigación, se aseguren que los proyectos cumplen con las regulaciones éticas.

## Sumario
El sumario, desde el inicio del informe:
El 12 de julio de 1978, el Acta Nacional de Investigación de EE. UU. fue convertida en ley, y creó la Comisión Nacional para la Protección de los Sujetos Humanos de la Investigación Biomédica y Comportamental. Una de las tareas de la Comisión era identificar los principios éticos básicos que debían regir la conducta de los investigadores biomédicos y comportamentales hacia los sujetos humanos, y desarrollar pautas que aseguraran que la investigación es conducida de acuerdo a estos principios. En virtud de esto, la Comisión consideró: (i) los límites entre la investigación biomédica y del comportamiento y la práctica aceptada y rutinaria de la medicina, (ii) el papel del análisis riesgo-beneficio en la determinación de la conveniencia de investigar con sujetos humanos, (iii) pautas apropiadas para la selección de los sujetos a participar en la investigación, y (iv) la naturaleza y la definición del consentimiento informado en diferentes tipos de investigación.
El Informe Belmont procura resumir los principios éticos básicos identificados por la Comisión en el 
curso de sus deliberaciones. Es la consecuencia de un período de cuatro días de intensas discusiones que fueron llevadas a cabo en febrero de 1976 en el Centro de Conferencias Belmont, que vino a suplir las deliberaciones mensuales de la Comisión que fueron llevadas a cabo durante casi cuatro años. 
Con la posterior publicación del informe en el Registro Federal, y la entrega de ejemplares por requerimiento a los grupos de investigación, el informe se puso fácilmente a disposición de los científicos, los miembros de los comités examinadores institucionales, y los empleados federales. El apéndice de dos volúmenes, contiene largos informes de expertos y especialistas que asistieron a la Comisión. A diferencia de la mayoría de los otros informes de la Comisión, el informe de Belmont no hace las recomendaciones específicas para la acción administrativa de la Secretaria de Salud, Educación y Bienestar de Estados Unidos solamente, sino que por recomendación de la misma Comisión, el Informe Belmont fue adaptado en su totalidad para ser una política departamental.

## El Informe Belmont hoy
En 1991, otros 14 departamentos federales y agencias de investigación adoptaron como normativa oficial las reglas para proteger a los sujetos humanos del Informe Belmont. Esta uniformidad de las regulaciones a nivel federal se conoce informalmente como "Regla Común" (Common Rule).
El informe Belmont hoy sirve como documento histórico y entrega el marco ético para entender las regulaciones del uso de sujetos humanos en la investigación experimental en los Estados Unidos.